# Zikanapis seabrai
Zikanapis seabrai är en biart som beskrevs av Jesus Santiago Moure 1953. Zikanapis seabrai ingår i släktet Zikanapis och familjen korttungebin. Inga underarter finns listade i Catalogue of Life.